# 1129 Neujmina
1129 Neujmina je asteroid tipa T (po Tholenu), ki se nahaja v glavnem asteroidnem pasu. 

## Odkritje
Asteroid je 8. avgusta 1929 odkrila ukrajinska astronomka Praskovija Georgievna Parčomenko (1886–1970) na Observatoriju Simeiz na Krimu v Ukrajini (pripada Krimskemu astrofizikalnemu observatoriju). Poimenovan je po ruskem astronomu Grigoriju Nikolajeviču Neujminu (1886–1946).

## Lastnosti
Asteroid Neujmina obkroži Sonce v 5,26 letih. Njegova tirnica ima izsrednost 0,080, nagnjena pa je za 8,616° proti ekliptiki. Premer asteroida je 34,76 km.